# جشن موسیقی
جشن موسیقی که در زبان فرانسه به آن Fete de la Musique گفته می‌شود و با همین نام در سراسر دنیا شناخته می‌شود توسط ژاک لانگ وزیر فرهنگ وقت فرانسه در سال ۱۹۸۲ پایه‌گذاری شد که هر ساله در ۲۱ ژوئن همزمان با اولین روز فصل تابستان برگزار می‌گردد. در حال حاضر این جشن در صدها شهر دنیا برگزار می‌گردد.